# Djamel Okacha
Djamel Okacha, alias Yahia Abou al-Hamman, (Reghaïa, Argelia, 9 de mayo de 1978-cerca de Tombuctú en Malí, 21 de febrero de 2019) era un yihadista argelino, miembro del Grupo Salafista para la Predicación y el Combate y posteriormente de Al Qaeda del Magreb Islámico. 

## Biografía
Djamel Okacha nació cerca de Reghaïa. Inicialmente durante la guerra civil argelina, fue cercano, según las fuentes, al Frente islámico de  Salvación o del Grupo Islámico Armado  lo que le costó dieciocho meses de cárcel en 1995.
Después de su liberación, debido a su proximidad con Abdelmalek Droukdel (ambos eran de la zona de Argel), se incorporó al Grupo salafista para la predicación y el combate (GSPC) desde su creación, en 1998. Cojo de nacimiento del pie derecho, se convirtió en tirador de élite. A principios del 2000 fue nombrado jefe de la « zona 2 » (región de Tizi Ouzou) y fue uno de los kadis (jueces) del GSPC
Se traslada al norte de Malí y del Sahel en 2003 o en 2004,. Entonces bajo los órdenes de Mokhtar Belmokhtar, participa en la fundación de la katiba « Al-Moulathamoune ». Como consecuencia de sus acciones, fue condenado a muerte in absentia en Argelia.
Participa entonces en varias operaciones. En 2005, en Mauritania, participa en el ataque del cuartel de Lemgheity. Después en junio de 2009, asesina con sus hombres un humanitario estadounidense, Christopher Leggett. En agosto de 2009, dirige el ataque contra la embajada de Francia, después lleva el rapto de una pareja en diciembre de 2010. Okacha llevó a cabo personalmente ciertas negociaciones de rescates durante los apresamientos de rehenes.
En 2009, se sitúa al frente de su propia katiba « Al Fourghan » con la cual asesina en Tombuctú al coronel Lamana Ould Bou, jefe de la DGSE maliense en el norte de Malí, lo que le hace enemistarse con Mokhtar Belmokhtar.
El 2 de abril de 2012, las fuerzas yihadistas de Ansar Dine y de AQMI conducidas directamente por Djamel Okacha, Iyad Ag Ghali, Abou Zeïd y Mokhtar Belmokhtar entran en Tombuctú. Dan caza a los rebeldes touaregs y árabes del MNLA y del FLNA, reprimen los saqueos, distribuyen víveres y aplican la sharia con rigor. Djamel Okacha se convierte entonces en cogobernador de Tombuctú.
Tras la muerte de Nabil Abou Alqama en septiembre de 2012, Abdelmalek Droukdel nombra el 3 de octubre de 2012 a Djamel Okacha para sucederle como « emir de Sáhara ». Comanda entonces el conjunto de las fuerzas de AQMI en el Sahel,. A finales de 2012 e inicios de 2013, habría ayudado a Mokhtar Belmokhtar y a su grupo de los Firmantes con sangre a preparar el apresamiento de rehenes de In Amenas. Pero según otras fuentes, habría roto con Mokhtar Belmokhtar, que lo expulsa de las katibas.
Tras el inicio de la Operación Serval en enero de 2013, Djamel Okacha abandona Tombuctú con sus hombres poco antes de la llegada de los franceses. Habría participado en la batalla del Tigharghâr según una fuente yihadista de la agencia Sáhara Medias.
El 10 de agosto de 2014, las fuerzas francesas de la operación Barkhane capturan no lejos de Tombuctú a una célula de AQMI, entre ellos « Abou Tourab », un adjunto de Djamel Okacha.
En enero de 2016, Djamel Okacha ofrece una entrevista a la web de información mauritana Al-Akhbar : celebra los atentados de París del 13 de noviembre de 2015 y se felicita del regreso de Belmokhtar al seno de AQMI, lamenta la adhesión de Adnane Abou Walid Al-Sahraoui al Estado islámico, pero afirma que « los contactos no están rotos ».
El 2 de marzo de 2017, Djamel Okacha aparece a los lados de Iyad Ag Ghali, de Amadou Koufa, de Abou Hassan al-Ansari y de Abou Abderrahman El Senhadji, en un vídeo que marca la unificación de varios grupos yihadistas del Sahel y la formación del Grupo de apoyo al islam y a los musulmanes. Djamel Okacha es considerado entonces como el número dos de esta nueva formación, dirigida por Iyad Ag Ghali.
Djamel Okacha murió el 21 de febrero en una emboscada durante el combate de Elakla en el norte de Tombuctú, cuando un grupo de vehículos fue interceptado por la fuerza Barkhan.